# Morschenich
Morschenich (bis Juli 2024 Morschenich-Neu) ist ein Ortsteil der Gemeinde Merzenich im Kreis Düren, Nordrhein-Westfalen.

## Allgemeines
Der bisherige Ort Morschenich, seit Juli 2024 Bürgewald genannt, sollte wegen der Ausbreitung des Tagebaus Hambach abgerissen werden. Im Januar 2020 wurde angekündigt, auf den Abriss von Bürgewald zu verzichten. Östlich der Landesstraße 264 wurde der Ort neu gebaut.
Durch den Braunkohlenplan Teilplan 12/1 Hambach vom 11. Mai 1977 wurde die Umsiedlung des Ortes beschlossen. Am 4. September 2012 wurde die Vereinbarung zwischen der Gemeinde Merzenich und RWE Power AG geschlossen.
Alle Bauten im Neubaugebiet werden durch Nahwärme versorgt. Der Einsatz von Solar-Paneelen auf ihren Dächern wurde den Bewohnern vertraglich verboten.
2017 fand in Morschenich-Alt das letzte und gleichzeitig in Morschenich-Neu das erste Schützenfest statt.
Am 4. Februar 2024 weihte der der Aachener Bischof Helmut Dieser die neue Lambertuskapelle, welche die Form einer Arche mit Segel hat.
Mit dem offiziellen Ende der Umsiedlung erfolgte am 6. Juli 2024 die Umbenennung von Morschenich-Neu in Morschenich.

## Vereine
- KK Club Waldesgrün Morschenich
- St. Lambertusschützenbruderschaft Morschenich
- SV Morschenich 1925 e. V.
- Kath. Pfarrjugend Morschenich
- Löschgruppe Morschenich der Freiwilligen Feuerwehr Merzenich mit Jugendfeuerwehr

## Verkehr
Der Ort wird von der AVV-Buslinie 217 des Rurtalbus bedient, zeitweise als Rufbus.
| Linie | Verlauf                                                                                                   |
| ----- | --- |
| 217   | Merzenich Schule – Poolplatz – Schöne Aussicht – Girbelsrath – (Morschenich-Neu → Morschenich →) Golzheim |

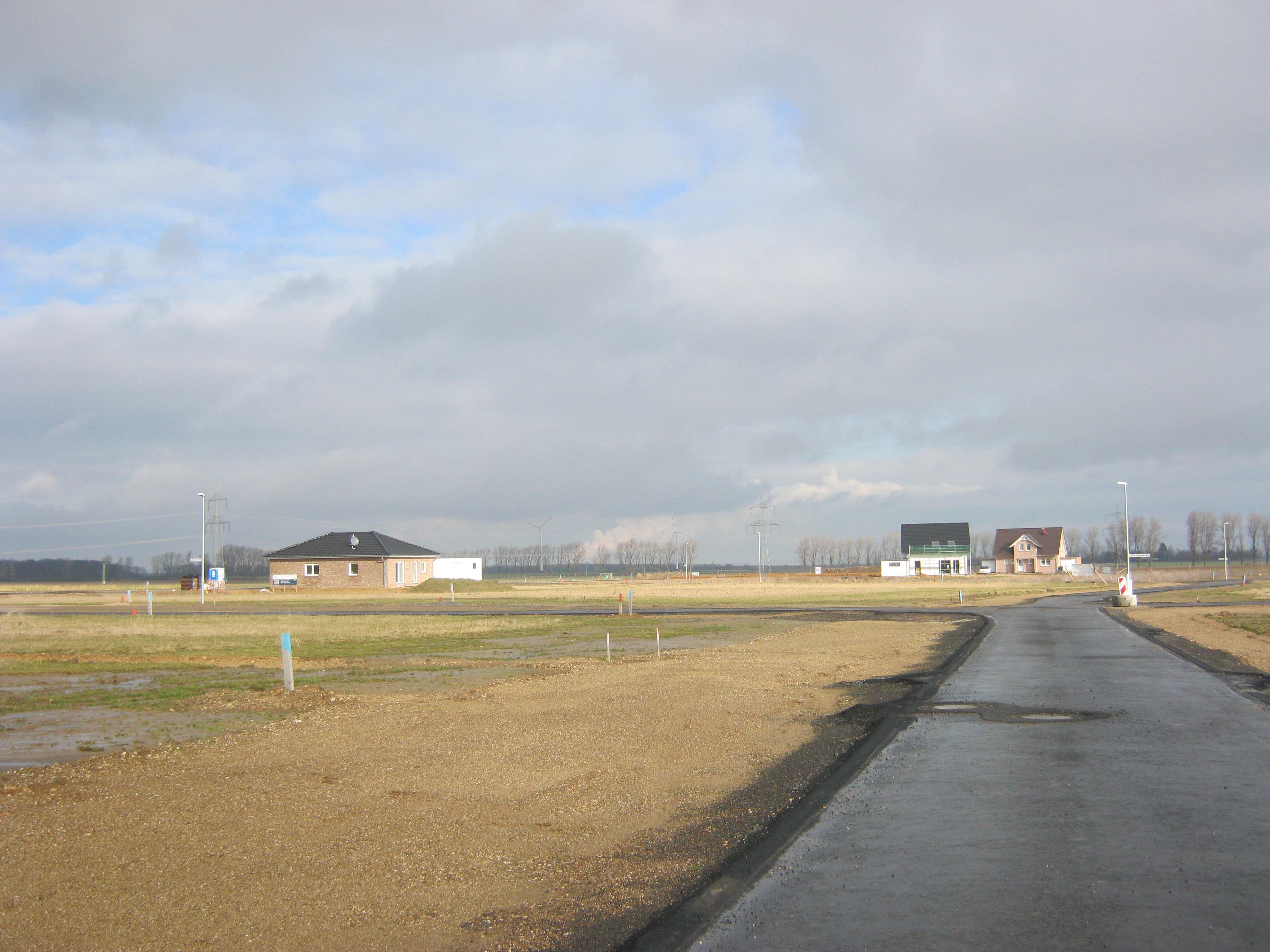
Ortsansicht am 1. Februar 2015
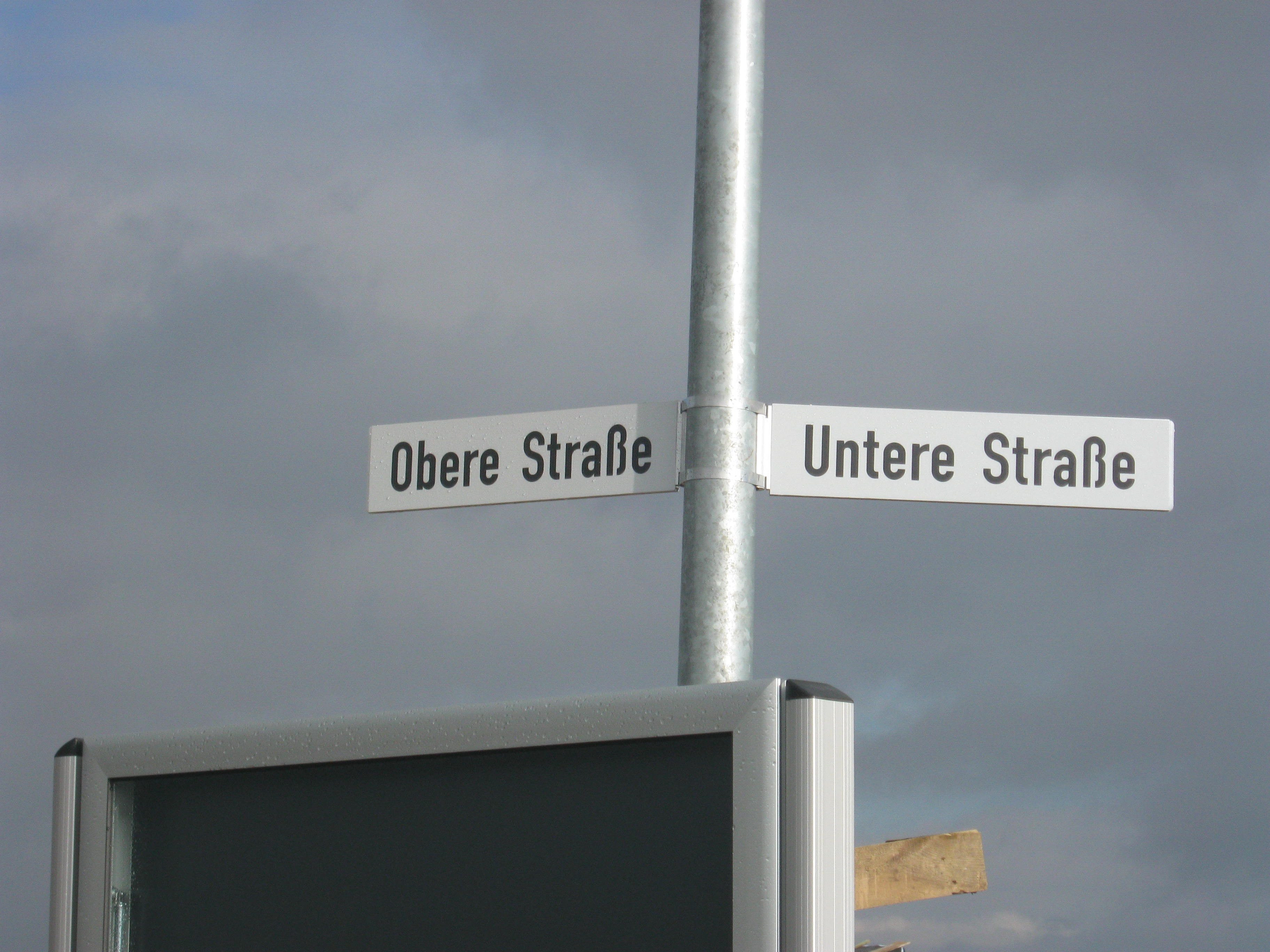
Straßennamen in Morschenich, die es auch im alten Morschenich (inzwischen in Bürgewald umbenannt) gibt
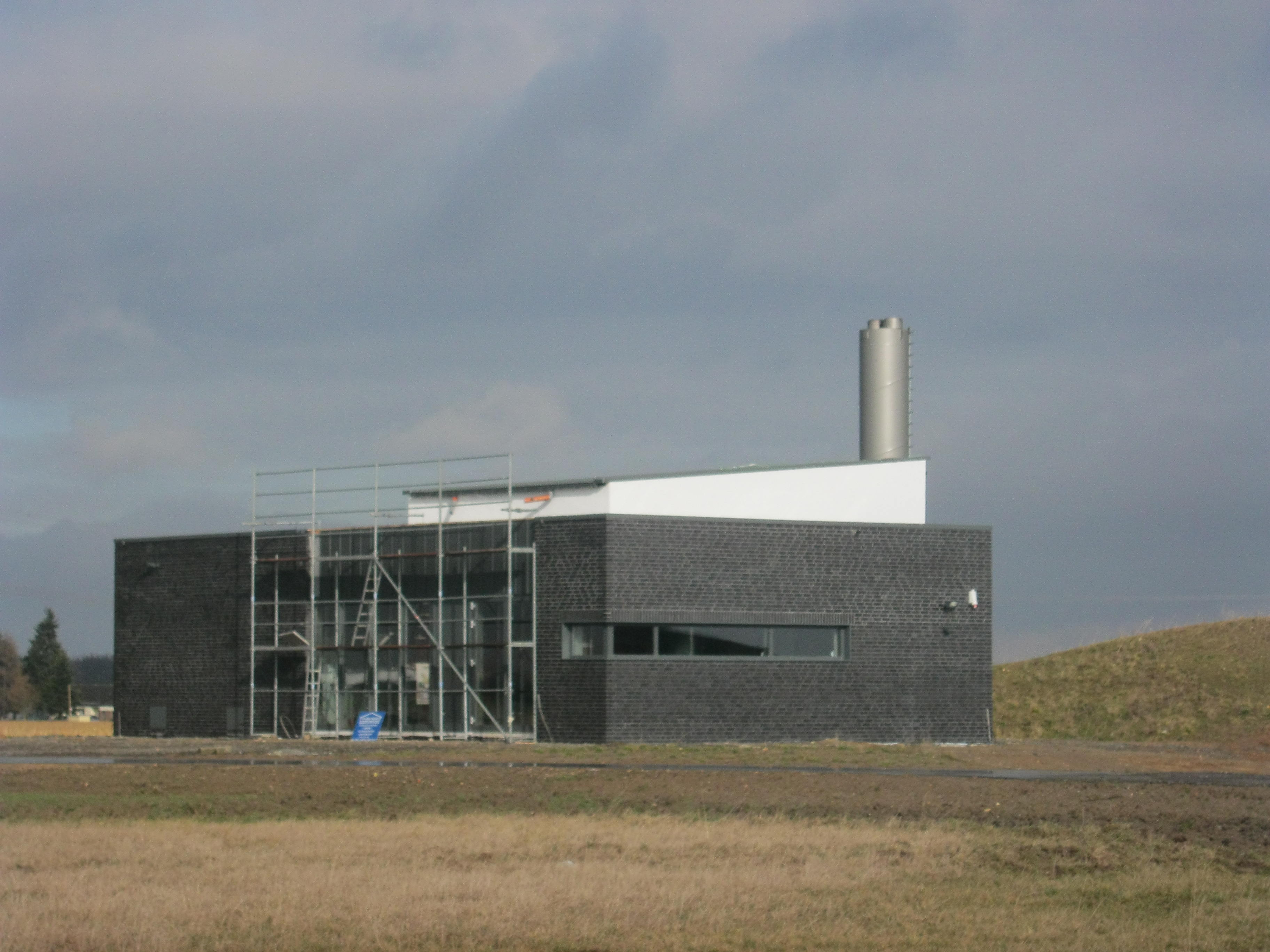
Nahwärmeversorgung